# Phlegmariurus ovatifolius
Phlegmariurus ovatifolius är en lummerväxtart som först beskrevs av Ren Chang Ching, och fick sitt nu gällande namn av W.M. Chu, H. S. Kung och Li Bing Zhang. Phlegmariurus ovatifolius ingår i släktet Phlegmariurus och familjen lummerväxter. Inga underarter finns listade i Catalogue of Life.